# 奧氏深鱂
奧氏深鱂，為輻鰭魚綱鯉齒目鯉齒亞目深鱂科的其中一種，為熱帶淡水魚，分布於中美洲墨西哥淡水流域，棲息在底中層水域，生活習性暂且未明。